# Lucius Cocceius Iustus
Lucius Cocceius Iustus war ein vermutlich im 1. und 2. Jahrhundert n. Chr. lebender Angehöriger des römischen Senatorenstandes.
Durch eine Inschrift ist belegt, dass Iustus Statthalter (Proconsul) war; vermutlich amtierte er in der Provinz Macedonia.

## Datierung
Werner Eck datiert seine Statthalterschaft auf das Ende des 1. bzw. den Anfang des 2. Jahrhunderts und nimmt an, dass er Statthalter in Macedonia war; er weist aber darauf hin, dass abhängig von der Datierung Iustus entweder Statthalter in Achaea oder in Macedonia war.